# Operazione Vagô

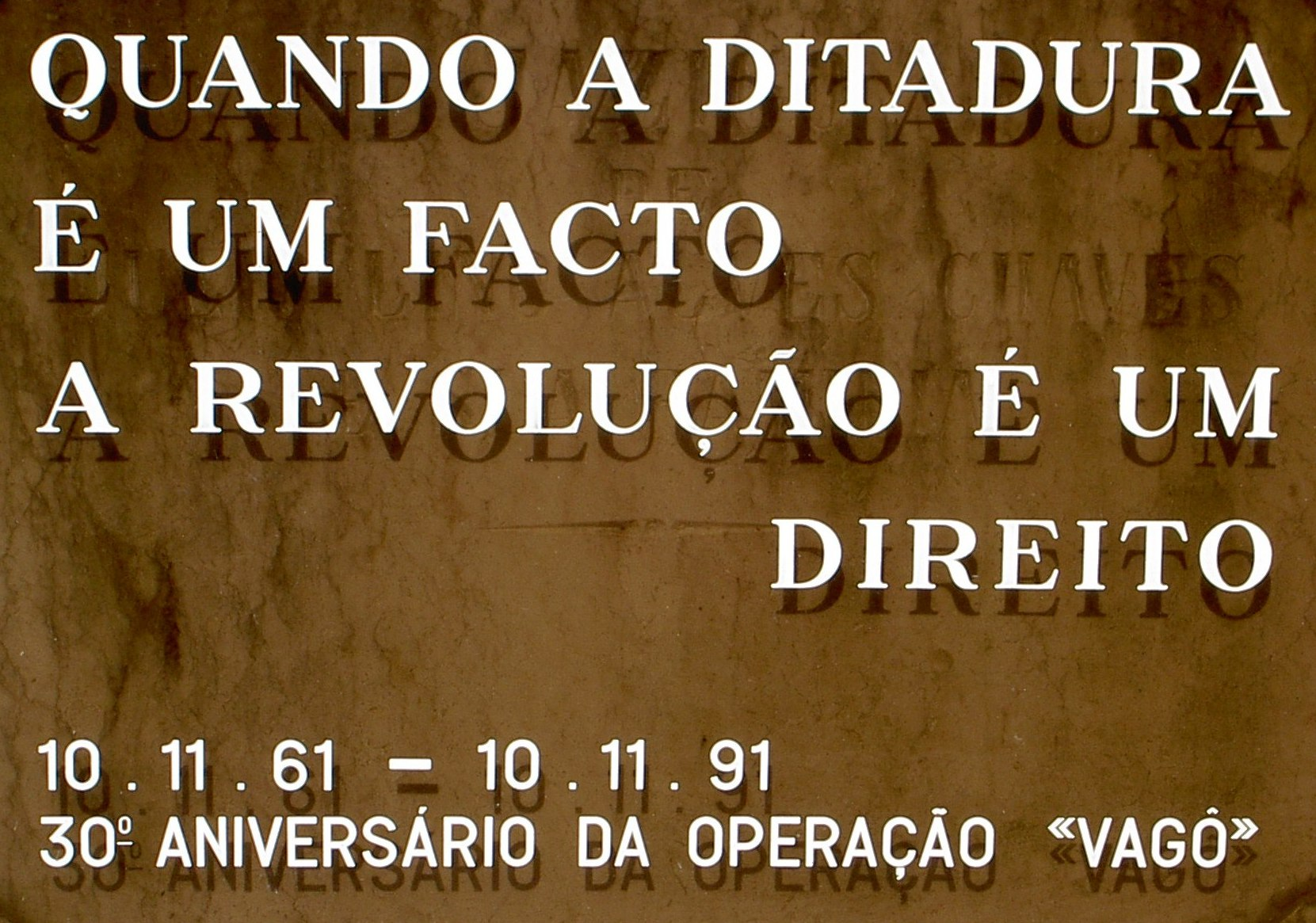
Operazione Vagô - targa commemorativa nel Cemitério dos Prazeres, a Lisbona

L'operazione Vagô (in portoghese Operação Vagô), è stata un'azione di lotta avvenuta contro la dittatura di Salazar. Il 10 novembre 1961 venne dirottato un aereo in volo tra Casablanca e Lisbona, i dirottatori si servirono del velivolo per distribuire volantini anti-salazaristi. 

Fu il primo dirottamento di un volo commerciale registrato nella storia.

## Contesto storico
Il 1961 vide diverse azioni di rivolta contro il regime:
- a gennaio, il sequestro della nave N/T Santa Maria, che salì alle cronache internazionali;
- ad aprile, il fallito colpo di Stato noto come "Abrilada de 1961" o "Golpe Botelho Moniz", in cui il ministro della difesa Júlio Carlos Alves Dias Botelho Moniz chiese le dimissioni del capo del governo.

Già dal 10 ottobre 1961 (un mese prima), il ministero degli esteri ricevette l'informazione dall'Ambasciata del Portogallo a Rabat che elementi legati a Henrique Galvão stavano preparando per il 13 di quello stesso mese un assalto a un aereo TAP a Casablanca o Tangeri. L'informazione fu trasmessa alla PIDE e all'allora direttore della TAP, il comandante José Sequeira Marcelino fu incaricato di adottare le misure di protezione ritenute opportune, in collaborazione con la polizia internazionale e le forze aeree portoghesi. L'equipaggio del volo venne rafforzato e armato, nonché scortato da paracadutisti armati seduti accanto all'ingresso della cabina di pilotaggio.
L'azione ebbe luogo il 10 novembre, l'aereo fu fatto volare sopra Lisbona, Barreiro, Setúbal, Beja e Faro, liberando in volo migliaia di volantini contro il regime di Salazar, e fatto rientrare incolume a Casablanca.